# 宝剑海滩
宝剑海滩（英語：Sword Beach），或称剑海滩、剑滩，是1944年6月6日开始的盟军进攻德占法国的“霸王行动”中五个诺曼底海岸主要登陆区之一的代号。该海滩从维斯特雷阿姆到滨海圣欧班，绵延8公里。夺取宝剑海滩由英國陸軍负责，海上运输、扫雷和海军轰炸部队由英國皇家海軍以及波兰、挪威和其他盟国海军提供支持。